# Kwantung
För den sydkinesiska provinsen Kwangtung, se Guangdong.
Kwantung var ett strategiskt beläget kustområde på Liaodong-halvöns yttersta udde som Kina tvingades arrendera till Ryska imperiet, Japan och Sovjetunionen mellan 1898 och 1955.
Kwantung blev först föremål för utländskt intresse då japanska styrkor ockuperade Port Arthur den 21 november 1894 under det första kinesisk-japanska kriget. Enligt Shimonosekifördraget fick Qingimperiet avträda Kwantung till Japan, men detta föranledde Ryssland, lett av Sergej Witte, samt Tyskland och Frankrike den så kallade "trippelinterventionen," vilken tvingade Japan att återlämna området till Kina i utbyte mot 30 miljoner tael.
Till Japans bestörtning ockuperade Ryssland Kwantung den 27 december 1897 och året därpå tilltvingade sig Ryssland ett arrende på Kwantung från Qingimperiet. Städerna Dalian och Port Arthur växte snart fram som viktiga baser för ryskt inflytande.
Efter det ryska nederlaget i det rysk-japanska kriget 1905 tog Japan över Kwantung, som blev ett brohuvud för den japanska expansionen i Manchuriet under de följande decennierna. Kwantung gav också namnet till den japanska Kwantungarmén som bevakade området och den japanskägda Sydmanchuriska järnvägen.
Efter att de allierade besegrat Japan i det andra världskriget fick Sovjetunionen överta Kwantung, som blev en viktig bas för den sovjetiska flottan, men området överlämnades till Kina 1955.
"Kwantung" är också det kinesiska namnet på Kantō-regionen i Japan.